# Panagrobelus incisus
Panagrobelus incisus är en rundmaskart. Panagrobelus incisus ingår i släktet Panagrobelus och familjen Panagrolaimidae. Inga underarter finns listade i Catalogue of Life.